# Recia-Verbia
Recia-Verbia – wieś w Rumunii, w okręgu Botoszany, w gminie Dimăcheni. W 2011 roku liczyła 119 mieszkańców.